# Beckdorf
Beckdorf település Németországban, azon belül Alsó-Szászország tartományban. Lakosainak száma 2884 fő (2023. december 31.). Beckdorf Sauensiek, Regesbostel, Moisburg, Buxtehude és Apensen községekkel határos.

## Népesség
A település népességének változása:
| Lakosok száma | 2651 | 2679 | 2678 | 2782 | 2911 | 2884 |
|               | 2016 | 2017 | 2019 | 2021 | 2022 | 2023 |